# Schwabing

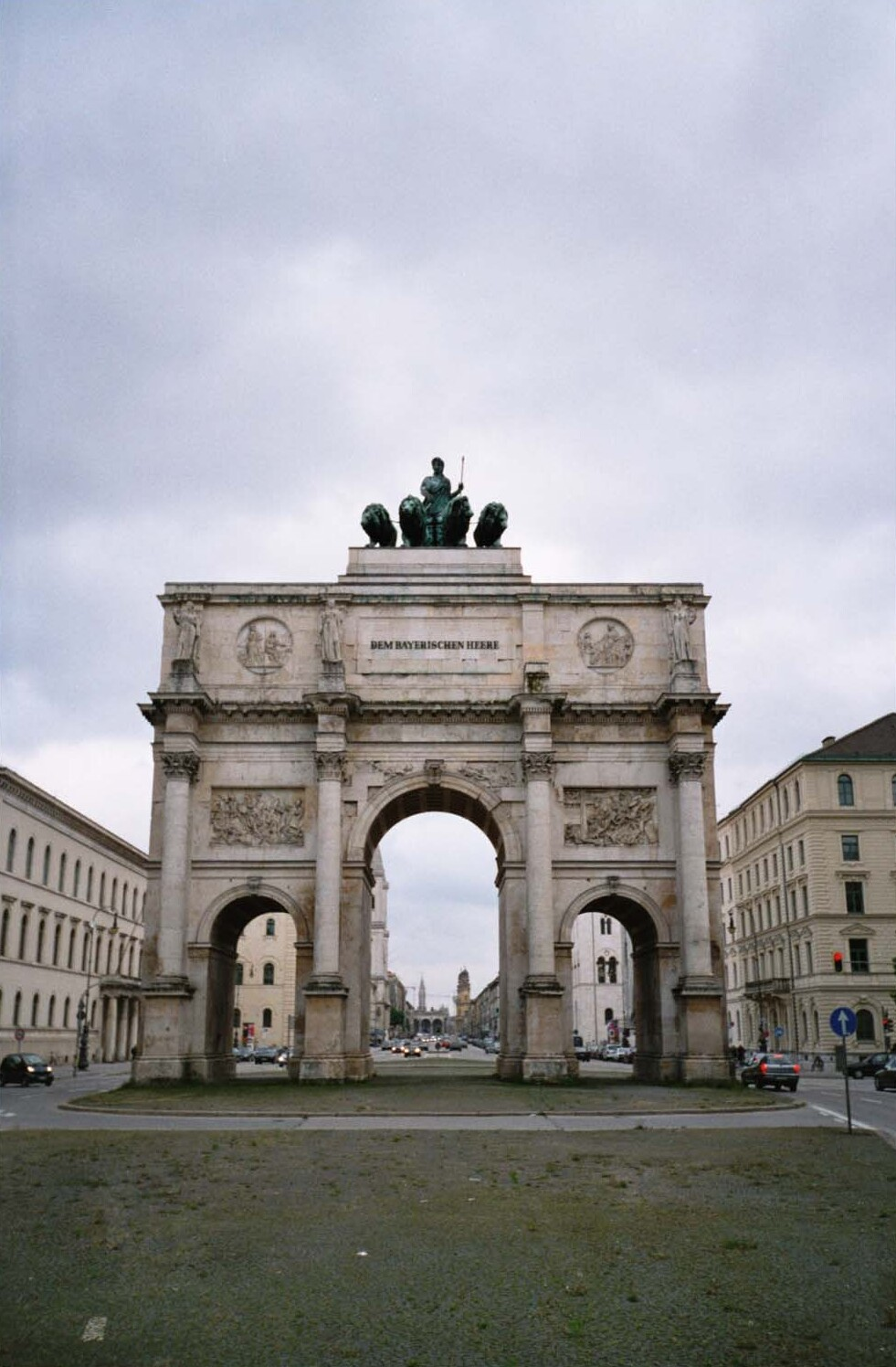
Siegestor på Leopoldstrasse.

Schwabing är en stadsdel i Münchens norra del. Schwabing delas in i två delar: stadsdelsområde 4 Schwabing-West och stadsdelsområde 12 Schwabing-Freimann.
Schwabing var tidigare känt som Münchens bohemiska kvarter och är fortfarande populärt bland invånare och turister för sina barer, klubbar och restauranger. I Schwabing ligger också den välkända parken Englischer Garten.
Münchens största universitet, Ludwig-Maximilians-Universität München och Münchens tekniska universitet ligger i närheten i Maxvorstadt, vilket gjort att många studentaktiviteter äger rum på och intill Leopoldstrasse. Studentbostadsområdet "Studentenstadt" ligger i norra Schwabing.

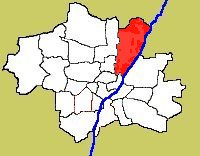
stadsdelsområde 12 Schwabing-Freimann